# Anne van Aaken
Anne Sophia-Marie van Aaken (* 19. April 1969 in Bonn) ist eine deutsche Rechtswissenschaftlerin und Ökonomin.

## Leben
Sie absolvierte in Bonn ihr Abitur. Von 1987 bis 1992 studierte sie Volkswirtschaftslehre mit dem Abschluss Lic. rer. pol. und Kommunikationswissenschaften mit dem Abschluss dipl. journ. an der Universität Freiburg (Schweiz) und anschließend von 1992 bis 1997 Rechtswissenschaft an der Ludwig-Maximilians-Universität München. Dort absolvierte sie 1997 das Erste Juristische Staatsexamen. Sie war 1997 und 1998 als Gastdozent an der University of California, Berkeley sowie an der Yale University. An der Universität Frankfurt an der Oder wurde van Aaken 2001 mit der Dissertation Rational Choice in der Rechtswissenschaft, Zum Stellenwert der ökonomischen Theorie im Recht  zum Dr. iur. promoviert. Das Zweite Juristische Staatsexamen absolvierte sie 2002 und seit 2003 ist sie als Rechtsanwältin in Bonn zugelassen. Ihre Habilitation erfolgte 2012 an der Universität Osnabrück.
Von 1998 bis 2000 war sie als Wissenschaftliche Assistentin im Bereich Wirtschaftspolitik an der Universität Freiburg tätig, dann bis 2003 als Wissenschaftliche Mitarbeiterin am Lehrstuhl für deutsches, europäisches und internationales Zivil- und Wirtschaftsrecht und Institutionenökonomik an der Humboldt-Universität zu Berlin. Danach war van Aaken als wissenschaftliche Referentin am Max-Planck-Institut für ausländisches öffentliches Recht und Völkerrecht in Heidelberg von dem sie 2005 an das Max-Planck-Institut zur Erforschung von Gemeinschaftsgütern nach Bonn wechselte. 2010/2011 war sie zudem Fellow am Wissenschaftskolleg zu Berlin.
Von 2006 bis 2012 war van Aaken Max Schmidheiny-Stiftung Tenure Track Professor für Law and Economics, Öffentliches Recht, Völker- und Europarecht. 2012 nahm sie einen Ruf als ordentliche Professorin an den Lehrstuhl für Law and Economics, Rechtstheorie, Völker- und Europarecht an die Universität St. Gallen an.
Seit August 2018 lehrt sie als Alexander-von-Humboldt-Professor an der Universität Hamburg.
Van Aaken war Vizepräsidentin der European Association of Law and Economics (2009–2014) und Vizepräsidentin der European Society of International Law (2014–2017). Von 2012 bis 2015 war sie die Vorsitzende des Programmatic Steering Board des Hague Institute for the Internationalization of Law (HIIL). Sie ist Mitglied des Scientific Advisory Boards des European Journal of International Law und Mitglied des Editorial Boards des American Journal of International Law, des Journal of International Economic Law und von International Theory. Sie ist auch gewähltes Mitglied des Research Council des Europäischen Hochschulinstituts (Florenz).

## Schriften
- Eine ökonomische Theorie der öffentlichen Meinung. Universitätsverlag Freiburg, Freiburg 1992, ISBN 3-7278-0832-2.
- Deliberative institutional economics, or Does Homo oeconomicus argue? A proposal for combining new institutional economics with discourse theory. In: Philosophy & Social Criticism. 28, 4, 2002, S. 361–394.
- „Rational choice“ in der Rechtswissenschaft. Zum Stellenwert der ökonomischen Theorie im Recht. Nomos, Baden-Baden 2003, ISBN 3-8329-0117-5.
- Das deliberative Element juristischer Verfahren als Instrument zur Überwindung nachteiliger Verhaltensanomalien – Ein Plädoyer für die Einbeziehung diskursiver Elemente in die Verhaltensökonomik des Rechts. In: Christoph Engel, Markus Englerth, Jörn Lüdemann, Indra Spiecker genannt Döhmann (Hrsg.): Recht und Verhalten. Beiträge zu Behavioral Law and Economics. Mohr Siebeck, Tübingen 2007, S. 189–230.
- Fragmentation of International Law. The Case of International Investment Protection. In: Finnish Yearbook of International Law. Vol. XVII, 2008, S. 91–130.
- Funktionale Rechtswissenschaftstheorie für die gesamte Rechtswissen-schaft. Eine Skizze. In: Matthias Jestaedt, Oliver Lepsius (Hrsg.): Rechtswissenschaftstheorie. Mohr Siebeck, Tübingen 2008, S. 79–104.
- Effectuating Public International Law Through Market Mechanisms? In: Journal of Institutional and Theoretical Economics. 165, 1, 2009, S. 33–57.
- International Investment Law Between Commitment and Flexibility. A Contract Theory Analysis. In: Journal of International Economic Law. 12, 2, 2009, S. 507–538
- mit Jürgen Kurtz: Prudence or Discrimination? Emergency Measures, the Global Financial Crisis and International Economic Law. In: Journal of International Economic Law. Heft 4, 2009, S. 859–894.
- mit Lars P. Feld, Stefan Voigt: Do Independent Prosecutors Deter Political Corruption? An Empirical Evaluation across 78 Countries. In: 12 American Law and Economics Review. Heft 1, 2010, S. 204–244.
- Regulierung durch Transparenz. Verhaltensregeln für Parlamentarier und ihre Realfolgen. In: Der Staat. 49, 3, 2010, S. 369–404.
- Die vielen Wege zur Effektuierung des Völkerrechts. In: Rechtswissenschaft. Heft 3, 2013, S. 227–262.
- Smart Flexibility Clauses in International Investment Treaties and Sustainable Development. A Functional View. In: Journal of World Investment and Trade. 2014, S. 827–861.
- Behavioral International Law and Economics. In: Harvard International Law Journal. 2014, S. 421–481.
- Judge the Nudge: In Search of the Legal Limits of Paternalistic Nudging in the EU. In: Alberto Alemanno, Anne Lise Sibony (Hrsg.): Nudge and the Law. A European Perspective. Hart, Oxford 2015, S. 83–112.
- mit Susan D. Franck, James Freda, Kellen Lavin, Tobias Lehmann: The Diversity Challenge: Exploring the „Invisible College“ of International Arbitration. In: Columbia Journal of Transnational Law. 2015, S. 429–506.